# Trocmes
Pour les articles homonymes, voir Trocmé.

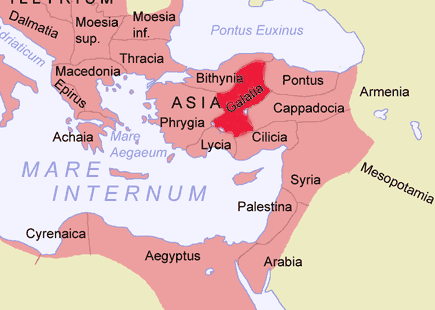
La Galatie à l’époque romaine.

Les Trocmes (grec ancien : Τροκμοὶ, "Trocmoï ") sont un des trois peuples celtes qui, avec les Tolistoboges et les Tectosages, ont formé en Anatolie (Turquie) la Communauté des Galates, au IIIe siècle av. J.-C.

## Protohistoire
En 279 av. J.-C. c’est le début de la Grande expédition, commandée par Brennos et Akichorios. Une partie de l’armée emmenée par Brennos descend jusqu’aux Thermopyles et arrive à Delphes à la tête d’une armée de 65 000 hommes. L’autre partie, commandée par Léonorios et Lutorios traverse la Thrace. Cette armée franchit l’Hellespont et arrive en Anatolie à l’invitation du roi Nicomède Ier de Bithynie, afin de combattre Antiochos Ier, roi des Séleucides (278 av. J.-C.). Battus par ce dernier, les Galates s’installent sur les hauts plateaux anatoliens, qui devient alors le nom de Galatie.
Les Trocmes semblent avoir été les plus puissants de la Communauté. Leur territoire est localisé à la limite de la Cappadoce et du royaume du Pont, à l’est de celui des Tectosages.
Tavion (39° 52′ 28″ N, 34° 31′ 40″ E) (grec ancien : Τάουιον Taouion, en latin Tavium ou Tavia), fut la capitale de Trocmes pendant 170 ans, de 270 av. JC à 100 av. JC. Ses ruines se trouvent près du village de Nefezköy (aujourd'hui Büyüknefes), non loin de la ville de Yozgat, dont une partie des matériaux de construction provient des ruines de Tavion. Outre Tavion, leurs cités fortifiées étaient Mithridation et Posdala.

### Sources
- Venceslas Kruta, Les Celtes, Histoire et Dictionnaire, Éditions Robert Laffont, coll. « Bouquins », Paris, 2000,  (ISBN 2-7028-6261-6).
- John Haywood (intr. Barry Cunliffe, trad. Colette Stévanovitch), Atlas historique des Celtes, éditions Autrement, Paris, 2002,  (ISBN 2-7467-0187-1).
- Consulter aussi la bibliographie sur les Celtes et la bibliographie de la mythologie celtique.